# Sacra Spina di Barletta
(Vangelo secondo Giovanni)
La Sacra Spina è una reliquia conservata e venerata nella chiesa di San Gaetano a Barletta.

## Storia
La corona indossata da Gesù Cristo al momento della crocifissione sembra sia stata inizialmente conservata da Baldovino I di Costantinopoli, nella cappella imperiale proprio a Costantinopoli. Nel 1237 alla morte del suocero, ne ereditò l'impero. Il suo successore, Baldovino II, notato che la città di Costantinopoli era in pericolo di cadere nelle mani dei Saraceni e dei Greci, due anni dopo donò la corona di spine a Luigi IX di Francia. Con questo gesto Baldovino II pensò, oltre a proteggere la sacra corona, di ricompensare il sovrano francese per la difesa della Palestina.
Luigi IX di Francia decise di collocare la reliquia ricevuta nella gotica Sainte-Chapelle, fatta costruire appositamente da Pierre de Montereau nell'Île de la Cité a Parigi.
Dalla corona della Passione furono però asportate delle spine, di cui alcune, tra le altre, sono conservate nella Chiesa di San Gaetano a Barletta.
La leggenda narra che la Sacra Spina sia stata condotta a Barletta in seguito alla fondazione dell'Ordine della Santissima Trinità, avvenuta nel XII secolo, ad opera di San Giovanni de Matha e di San Felice di Valois nel secolo successivo.
Tra i confratelli inviati in oriente da San Giovanni de Matha ad assistere i crociati, vi furono anche Guglielmo lo Scozzese e Niccolò I, entrambi generali dell'Ordine della Santissima Trinità. Quest'ultimo si guadagnò la stima di Luigi IX, che a sua volta era un Trinitario, divenendone cappellano e consigliere nel corso della settima crociata, tra il 1248 e il 1249, intrapresa dallo stesso re.
Per questo motivo potrebbero essere stati proprio i Trinitari, giunti a Barletta nel corso del XIII secolo, a portare in città la Sacra Spina.
Prima di tornare in Francia i Trinitari sembra abbiano donato la sacra reliquia ai confratelli della Santissima Trinità di Barletta, che provvidero poi a conservarla nella chiesa di San Gaetano, dando inizio al culto e alla celebrazione della Sacra Spina.

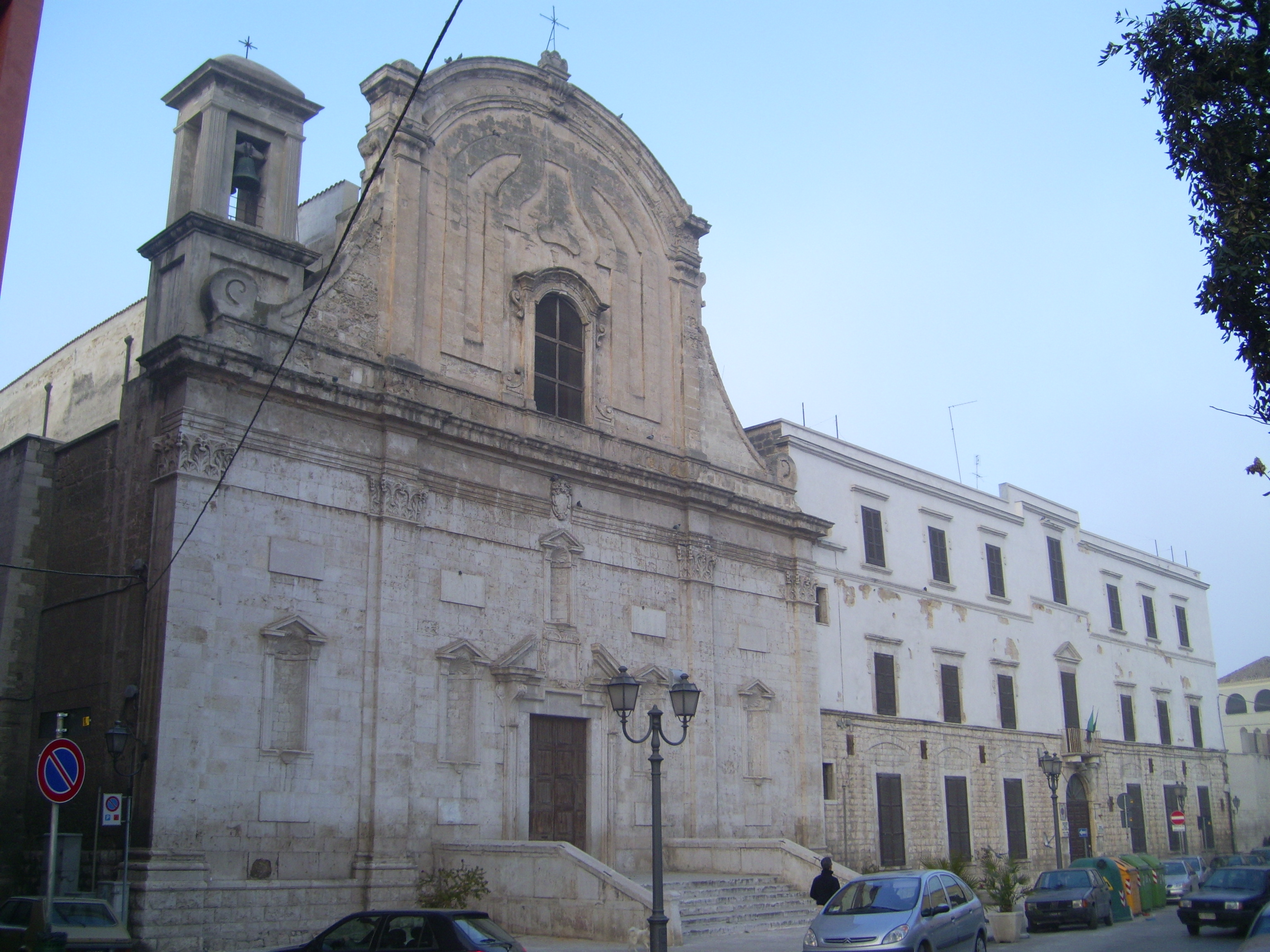
La chiesa di San Gaetano in cui è custodita la reliquia

## L'arciconfraternità della Santissima Trinità custode della reliquia
L'Ordine della Santissima Trinità fu fondato da  San Giovanni de Matha e da San Felice di Valois con l'approvazione di Papa Innocenzo III, con lo scopo di riscattare i Cristiani fatti prigionieri dai Musulmani.
Non si hanno notizie precise circa il tempo in cui i Trinitari si insediarono in città, dove fondarono un ospedale, una chiesa e un monastero.
Il complesso edilizio fu fatto costruire dai Trinitari verso la metà del XIII secolo. Nel 1411 l'edificio risulta occupato dai Celestini.
Sul finire del XV secolo, nella chiesa della Santissima Trinità si costituì una omonima Confraternita che riuscì ad ottenere la possibilità di ricostruire l'ospedale nel medesimo luogo su cui era situato. La ricostruzione dell'ospedale però non avvenne e per questo motivo il sito fu ceduto al Comune nel 1549.
Nel 1797, i Padri Celestini ospitarono nel monastero il re Ferdinando IV di Napoli e la regina Maria Carolina d'Asburgo-Lorena. Due anni dopo le truppe francesi requisirono la chiesa occupata fino ad allora dalla Confraternita e solo nel 1809 riuscì ad ottenere la chiesa di San Gaetano. Questa chiesa, con l'attiguo convento, era appartenuta in precedenza ai Teatini.

## La processione della Sacra Spina
La processione della Sacra Spina, che si svolge ogni anno di sera, nella domenica precedente a quella delle Palme, dovrebbe risalire al tempo in cui i Trinitari giunsero a Barletta. Andando via dalla città, la tradizione fu continuata dai confratelli della Congrega della Santissima Trinità, installatasi nella omonima chiesa.
Il primo documento sulla celebrazione solenne della Sacra Spina risale al 1742.
Le Regole che dettavano le modalità di celebrazione della Sacra Spina risalenti al  1777, prevedevano che il Santissimo Sacramento fosse esposto all'adorazione dei fedeli nel giorno della Santissima Trinità, nelle quattro domeniche della Quaresima e nella domenica successiva ovvero la Domenica di passione.  Proprio in quest'ultima domenica si festeggiava, e ancora oggi si festeggia la Sacra Spina.
Dal 1809 la Confraternita si trasferì, portando con sé la sacra Reliquia della Spina della corona di Gesù Cristo, nella chiesa di San Gaetano, dove ancora oggi è conservata e venerata.
I fedeli più fervidi e osservanti durante l'intera giornata dedicata alla Sacra Spina sono soliti bandire dalle loro tavole, in segno di penitenza, ogni tipo di carne. Da circa vent'anni questa processione è stata sostituita da una via Crucis. Al termine del percorso processionale, sul sagrato della Chiesa di San Gaetano viene intonato il canto del Christus minore, composto per l'occasione dal compositore barlettano Giuseppe Curci.